# Свети Атанасий (Кокошине)
Вижте пояснителната страница за други значения на Свети Атанасий.
„Свети Атанасий“ (на македонска литературна норма: „Свети Атанасиј“) е възрожденска православна църква в село Кокошине, северната част на Република Македония. Част е от Кумановско-Осоговската епархия на Македонската православна църква – Охридска архиепископия. Църквата е изградена в 1842 година. Представлява трикорабен, безкуполен храм. Църквата е изписана от Димитър Папрадишки и Петър Николов от Велес, като има изобразени сцени от Стария завет. Има позлатени, резбовани царски двери.